# Amphiblestrum alcimum
Amphiblestrum alcimum is een mosdiertjessoort uit de familie van de Calloporidae. De wetenschappelijke naam van de soort is voor het eerst geldig gepubliceerd in 1984 door Gordon.